# Japheth Kimutai
Japheth Kimutai, född 20 december, 1978 i Lelmokwo, Nandidistriktet, är en kenyansk medeldistanslöpare med 800 meter som specialitet.
1998 vann han Samväldesspelen i Kuala Lumpur på tiden 1:43.82. Samma år segrade han på samma distans i de afrikanska mästerskapen i Dakar, Senegal.
1999 vann han guld vid de all-afrikanska spelen.
Vid de Olympiska sommarspelen 2000 i Sydney misslyckades han med att kvalificera sig till finalen, trots att han hade den snabbaste tiden av alla kenyaner i mästerskapet.
Karriären startade lysande då han vann silver vid junior-VM 1994 (som 15-åring) och 1997 satte han juniorvärldsrekord med tiden 1:43.64 i Zürich den 13 augusti. Detta rekord har sedermera blivit slaget av Abubaker Kaki från Sudan år 2008 .